# Пентасилицид трисамария
Пентасилицид трисамария — бинарное неорганическое соединение
самария и крамния
с формулой Sm3Si5,
кристаллы.

## Получение
- Нагревание чистых веществ в вакууме:

{\displaystyle {\mathsf {3Sm+5Si\ {\xrightarrow {1600^{o}C}}\ Sm_{3}Si_{5}}}}

## Физические свойства
Пентасилицид трисамария образует кристаллы
гексагональной сингонии, пространственная группа P 6/mmm, параметры ячейки a = 0,3903 нм, c = 0,4207 нм, Z = 1/3 
структура типа диборида алюминия AlB2
.
Соединение образуется по перитектической реакции при температуре ≈1600°С
.